# Proyecto hidroeléctrico Michihuao
Michihuao es un proyecto de represa, embalse y central hidroeléctrica a construirse sobre el río Limay, en la Argentina. Estaría ubicado entre los embalses de Pichi Picún Leufú y El Chocón, conformando un conjunto, además, con las otras represas sobre el Limay, esto es, Alicurá, Piedra del Águila y Arroyito.

## Características
Desde el inicio de los estudios de la zona en 1970, el proyecto fue inicialmente incluido por la empresa Hidronor S. A. como parte de una sistematización del aprovechamiento del río Limay entre los entonces proyectados aprovechamientos del grupo "Alicopa" —Alicurá, Collón Curá y Piedra del Águila— y el de El Chocón. En 1980 se emitió el Informe de Prefactibilidad del Limay Medio, desarrollado por el ingeniero Aisiks para Hidronor, que incluía tres aproechamientos: Pichi Picún Leufú, Michihuao y Pantanitos. Dos años más tarde, la empresa Conarcan S. A. emitió un informe de Estudio de Optimización del Limay Medio, en él se descartaba el aprovechamiento de un salto de 17 m en Pantanitos, por considerárselo inviable económicamente. En 1984, Conarcan concluyó el Proyecto Ejecutivo de los aprovechamientos Michihuao y Pichi Picún Leufú.
El proyecto ejecutivo, que ha sido objeto de pocos cambios desde entonces, consta de un terraplén de aluvión de 4900 m de largo, construido con rocas de la zona y un núcleo de arcillas, también de origen local, con un volumen total de materiales de 31 millones de m³. Parte de los materiales serían obtenidos de la excavación de 1 850 000 m³ de roca y 16 480 000 m³ de suelos.
El costo total del aprovechamiento fue estimado, en el año 1983, en  US$ 903 000 000.
El proyecto tendría, además, el beneficio adicional de contribuir al atenuamiento de las crecidas del río Limay, siendo capaz de absorber unos 570 hm³.